# Grünwehr
Grünwehr war ein Ort im Kreis Heiligenbeil in Ostpreußen. Seine Ortsstelle befinden sich heute im Munizipalkreis Rajon Bagrationowsk (Stadtkreis Preußisch Eylau) in der russischen Oblast Kaliningrad (Gebiet Königsberg (Preußen)).

## Geographische Lage
Die Ortstelle Grünwehrs liegen im südlichen Westen der Oblast Kaliningrad, 23 Kilometer nordöstlich der früheren Kreisstadt Heiligenbeil (russisch Mamonowo) bzw. 30 Kilometer nordwestlich der heutigen Rajonshauptstadt Bagrationowsk (deutsch Preußisch Eylau).

## Geschichte
Der kleine Gutsort Dalbenthal, ab der Zeit um 1785 Grünwehr genannt, wurde 1698 gegründet. 1874 wurde der Gutsbezirk Grünwehr in den neu errichteten Amtsbezirk Pörschken (russisch Nowo-Moskowskoje) im ostpreußischen Kreis Heiligenbeil aufgenommen. 36 Einwohner waren im Jahre 1910 in Grünwehr registriert.
Am 30. September 1928 verlor Grünwehr seine Eigenständigkeit und wurde mit dem Gutsbezirk Albeneck sowie Teilen der Gutsbezirke Morren und Praußen in die Landgemeinde Legnitten (russisch Proletarskoje) eingegliedert.
Als 1945 Kriegsfolge das gesamte nördliche Ostpreußen an die Sowjetunion abgetreten wurde, war auch Grünwehr davon betroffen. Allerdings verliert sich bereits in den ersten Nachkriegsjahren seine Spur, denn weder ist eine russische Namensgebung noch eine Zuordnung zu einem Dorfsowjet bekannt. Grünwehr gilt offiziell als untergegangen. Seine Ortsstelle liegt im Rajon Bagrationowsk (Stadtkreis Preußisch Eylau) in der Oblast Kaliningrad (Gebiet Königsberg (Preußen)) der Russischen Föderation.

## Religion
Das Gutsdorf Grünwehr war bis 1945 in das Kirchspiel der evangelischen Kirche Pörschken (russisch Nowe-Moskowskoje) in der Kirchenprovinz Ostpreußen der Kirche der Altpreußischen Union eingepfarrt.

## Verkehr
Die nicht mehr erkennbare Ortsstelle Grünwehrs im Nordwesten der russischen Fernstraße 27A-002 (heutige E 28, ex russische R 516, ehemalige deutsche Reichsautobahn Berlin–Königsberg  „Berlinka“) ist über eine Landwegverbindung von Legnitten (russisch Proletarskoje) aus zu erreichen.